# روبرتو ليفي
روبرتو ليفي واسمه الحقيقي رامون روبرتو دي سيريا (17 يونيو 1942 - 25 يناير 2019) كان مغنيًا وكاتب أغاني ومنتجًا أرجنتينيًا يعيش في الولايات المتحدة الأمريكية.

## السيرة الذاتية
ولد روبرتو في حي كونستيتسيون بمدينة بوينس آيرس في عاصمة الأرجنتين. ترعرع من قبل جدته لأمه. تم جرى تبنيه من قبل زوج والدته إيتالو ليفي الذي حمل لقبه فيما بعد.
طور ليفي معظم إنتاجاته الفنية خارج وطنه الأم. في عام 1962 استقر في البرازيل. حيث بدأ كمصمم رقصات ثم ظهر كمغن لأول مرة في سن 18 باللغة البرتغالية، خلال جولة مع مجموعة من الراقصين، اسمها: "Los Robert's Twist". لم يحقق ليفي شهرة وأهمية كبيرة كمغني.
عاد ليفي إلى الأرجنتين في سن 27، وحقق أول نجاح له كمؤلف أغاني بعد التقاءه بالمغني الشهير لخوليو إغليسياس عام 1973 بفضل المغنية الكوبية ليزيت ألفاريز والذي كتب له إحدى أغانيه. مما جعله يتخلى عن تطلعاته كمغن ويكرس نفسه لكتابة الأغاني، ثم منتج أسطوانات لاحقا.
في عام 1986، استقر ليفي مع أسرته في لوس أنجلوس في الولايات المتحدة، لإنتاج أسطوانة للمغني البرازيلي روبرتو كارلوس، الذي مكنه من الحصول على أولى جائزة غرامي له في ذلك البلد.

## الوفاة
في يوم 25 يناير 2019، توفي الفنان عن عمر يناهز 76 عامًا في مستشفى بمدينة دنفر بولاية كولورادو في الولايات المتحدة، حيث كان يعيش مع زوجته وأطفاله.